# Онохара (острів)
О́стрів О́нохара (яп. 大野原島, おおのはらじま, МФА: [oːnohaɾad͡ʑima]) — безлюдний острів вулканічного походження в західній частині Тихого океану. Складова групи островів Ідзу, один з малих островів групи. Належить селу Міяке області Міяке префектури Токіо, Японія. Станом на 2007 рік площа острова становила 0,02 км². Складається з трьох окремих скель, що виглядають з морської поверхні. Найвища точка — бескид Коясу, висотою 114 м. Берега скелясті й важкодоступні.

## Галерея

Онохара на карті островів Ідзу